# أحمد ديب
أحمد ديب لاعب كرة قدم سوري من مواليد اللاذقية، لعب مع الكرامة الحمصي والآن يلعب مع نادي النجمة اللبناني التابع لمدينة بيروت.

## روابط خارجية
- أحمد ديب على موقع الاتحاد الدولي (مؤرشف)  (الإنجليزية)
- أحمد ديب على موقع ناشيونال فوتبول تيمز (الإنجليزية)